# UMvoti Local Municipality
uMvoti Local Municipality, auch uMvoti (englisch Umvoti Local Municipality), ist eine Lokalgemeinde im Distrikt Umzinyathi der südafrikanischen Provinz KwaZulu-Natal. Der Verwaltungssitz der Gemeinde befindet sich in Greytown. Bürgermeister ist Philani Mavundla.
Die Gemeinde wurde nach dem Umvoti River benannt, was in isiZulu „der leise Fließende“ heißt.

## Geografie
Die Gemeinde besteht vorwiegend aus ländlichen Gebieten, wovon 70 Prozent landwirtschaftliche Nutzfläche sind und 30 Prozent dem Ingonyama Trust, (einer Treuhandstiftung, die den indigenen Bewohnern Land zusichern soll) zugegliedert.
Umvoti grenzt im Norden an Msinga und Nkandla (letztere im Distrikt King Cetshwayo) und im Osten an Maphumulo (im Distrikt iLembe). Südlich der Gemeinde liegen Ndwedwe (iLembe) und uMshwathi (uMgungundlovu) und westlich Mpofana (uMgungundlovu).

## Städte und Orte
| - Enhlalakahle - Eshane - Greytown - Hermannsburg - KwaZiba - Kranskop - Kwa Sizabantu Mission - Matimatolo | - Mdlelanto - Mkhize - Mpanza - Muden - Ngwempisi - Perseverance |

## Geschichte
Die Gemeinde Umvoti entstand durch den Zusammenschluss der beiden früheren Gemeinden Greytown und Kranskop. Das Dorf Umvoti wurde von der Landkommission gegründet und 1854 zu Ehren des Gouverneurs der Kapkolonie, Sir George Grey, in Greytown umbenannt. In der Landessprache wurde der Ort Ungungundlovana genannt (isiZulu für „der Platz des kleinen Elefanten“). Nach der Grenzziehung der Gemeinde und den Wahlen am 5. Dezember 2000 beschloss der Gemeinderat, das neu abgegrenzte Gebiet Umvoti zu nennen.

## Bevölkerung
Im Jahr 2011 hatte die Gemeinde 103.093 Einwohner auf einer Fläche von 2516 Quadratkilometern. Davon waren 94,6 % schwarz, jeweils 2,2 % weiß oder Inder bzw. Asiaten und 0,8 % Coloureds. Erstsprache war zu 89,1 % isiZulu, zu 4,9 % Englisch und jeweils zu 0,9 % Afrikaans und isiNdebele.

## Wirtschaft
Verkehrstechnisch ist Umvoti über die R33 und die R74 angebunden. Die beiden Regionalstraßen kreuzen sich im Zentrum der Gemeinde. Die R622 verbindet Greytown mit Mooi River. Der größte See in der Gemeinde ist der Merthley Dam.
Den wirtschaftlichen Mittelpunkt der Gemeinde bildet Greytown. Über ein Viertel der Einwohner arbeiten hier. Die Landwirtschaft ist der größte Arbeitgeber in Umvoti. Etwa 85 Prozent der qualifizierten Arbeitskräfte sind auf kommerziellen Farmen eingestellt. Der Hauptanteil der wirtschaftlichen Tätigkeiten in diesem Sektor konzentrieren sich auf die Forstwirtschaft. Die Gebiete um Greytown und entlang des Umvoti-Flusses eignen sich sehr gut für die Land für die Landwirtschaft. Die anderen Gebiete eignen sich nur mittelmäßig oder gar nicht dafür. Problematisch sind die Tatsachen, dass Umvoti weit entfernt von den jeweiligen Märkten ist. Dies erschwert den Einstieg von Kleinbauern in den kommerziellen Anbau. Auch gibt es kaum weiterverarbeitende Unternehmen, was bedeutet, dass die Rohprodukte verkauft und die fertigen Waren wieder eingekauft werden müssen. Ein zweites Standbein in der Gemeinde ist die Fertigungsindustrie. Obwohl die Gemeinde viel Potenzial hat, gibt es in Umvoti kaum Tourismus.

## Sehenswürdigkeiten
- KwaShushu Hot Springs
- Lilani Hot Springs
- Itshe likaBhambatha
- Ngome Game Reserve